# 리놀레라이드산
리놀레라이드산(영어: linolelaidic acid)은 오메가-6 트랜스 지방산이며, 리놀레산의 기하 이성질체이다. 리놀레라이드산은 부분적으로 수소화된 식물성 기름에서 발견된다. 리놀레라이드산은 또한 두리안의 일종인 두리오 그라베올렌스(Durio graveolens)의 열매에 함유된 지방의 12.39%를 차지한다. 리놀레라이드산은 흰색(또는 무색)의 점성 액체이다.
트랜스 지방산은 일반적으로 구조적 요소인 -CH=CH-CH=CH- and -CH=CH-CH2-CH=CH-에 각각 상응하는 공액형 및 비공액형으로 분류된다. 비공액 트랜스 지방산은 엘라이드산과 리놀레라이드산으로 대표된다. 이들의 존재는 심혈관계 질환과 관련이 있다. 동물 기원의 트랜스 지방산인 박센산은 건강상의 위험이 적다.

## 같이 보기
- 오메가-6 지방산
- 트랜스 지방산